# Concordia parvae res crescunt, discordia maximae dilabuntur
Concordia parvae res crescunt, discordia maximae dilabuntur («согласием малые государства укрепляются, от разногласия величайшие распадаются») — латинский афоризм, подчёркивающий необходимость единства и слаженности действий. Впервые употреблён Саллюстием в «Югуртинской войне».
По Саллюстию, Миципса, царь Нумидии и союзник римлян, перед смертью решил оставить престол троим своим сыновьям — родным Адгербалу и Гиемпсалу и приёмному Югурте, сыну одного из его незаконнорождённых братьев, ранее отличившемуся в Нумантийской войне. В речи, которую Миципса произнёс на смертном одре, он подчеркнул важность дружбы и верности для сохранения государства:

Не войско и не сокровища — оплот царствования, но друзья, которых невозможно ни оружием заставить, ни золотом добыть: их приобретают исполнением долга и верностью. Кто лучший друг, чем брат брату? Иными словами, кто из сторонних людей окажется верен тебе, если близким своим ты врагом будешь? Я, со своей стороны, передаю вам царство крепким, если будете честными людьми; если же будете дурными, то — слабым. Ибо согласием малые государства укрепляются, от разногласия величайшие распадаются.
Оригинальный текст (лат.)Non exercitus neque thesauri praesidia regni sunt verum amici quos neque armis cogere neque auro parare queas: officio et fide pariuntur. Quis autem amicior quam frater fratri? Aut quem alienum fidum invenies si tuis hostis fueris? Equidem ego vobis regnum trado firmum si boni eritis sin mali inbecillum. Nam concordia paruae res crescunt discordia maximae dilabuntur.
— «Югуртинская война», 10, 4
Тит Ливий в «Истории» употребляет схожее выражение:

Нет ничего надежнее для защиты общего дела, чем согласие в товарищах
Оригинальный текст (лат.)Nihil concordi collegio firmius ad rempublicam tuendam.
— «История от основания Города», X, 22, 3
Первая часть выражения («concordia parvae res crescunt») была выбрана девизом итальянского спортивного общества Polisportiva Lazio (ныне ФК Лацио).